# Pyrularia
- Commons
- Wikispecies

Pyrularia é um género botânico pertencente à família Santalaceae.